# Пиперков чифлик
Пиперков чифлик е село в Западна България. То се намира в община Кюстендил, област Кюстендил.

## География
Село Пиперков чифлик се намира в Кюстендилската котловина, югозападно от град Кюстендил, на шосето Кюстендил - Дупница. Купно село.
Климат: умерен, преходно континентален.
През годините селото принадлежи към следните административно-териториални единици: Община Слокощица (1949-1955), община Багренци (1955-1956), община Кюстендил (1956-1958), община Жиленци (1958-1971) и Община Кюстендил (от 1971 г.). 

## Население
| Година    | 1926 | 1946 | 1956 | 1965 | 1975 | 1984 | 2010 | 2015 |
| Население | 14   | 188  | 261  | 430  | 1006 | 973  | 931  | 853  |

## История
В руска триверстова карта от 1878 г. селището е записано като Пиперков чифлик. До 1946 г. Пиперков чифлик се нарича Анчетата и е бивша махала на село Слокощица. Заселено е с преселници предимно от района на Пиянец.
Преди Освобождението на това място бил чифликът на турчина Мехмед Пиперко, по чието име селото днес носи името си. През 1878 г. Мехмед Пиперко избягал в Македония, а като минали 2-3 години се върнал и продал чифлишката земя на своите изполичари. На тръгване подарил на селяните и 5-6 дка място за общо ползване, което днес е площадът на селото.
Основен поминък на населението са земеделие, скотовъдство и домашни занаяти.
В селото е открито основно училище през 1910 г. и е закрито през 2005 г. През 1948 г. е открито читалище, което също е закрито, но се работи за възстановяване на дейността му.
През 1948 г. се създава ТКЗС„Маршал Толбухин“, което от 1960 г. е в състава на ДЗС — Кюстендил, а от 1979 г. – в състава на АПК „Осогово“ – Кюстендил.
Селото е електрифицирано (1941) и водоснабдено (1976-1978), по-голяма част от улиците са асфалтирани (1978). Открита е поща (1976), фелдшерски здравен пункт, детска градина, тютюневи складове, построени са цех за метални изделия (1978), парници за производство на ранни зеленчуци.
През 2008 г. е построена и осветена църквата „Свети Иван Рилски“.
В селото имат свои производствени и складови бази няколко предприятия – за производство на метални стълби и конструкции, за опаковки, за каменоделство. Има и няколко автокъщи. Строят се множество нови обществени и частни сгради.
Перспективите за развитие на селото са свързани с развитие на овощарството и леката промишленост. Поради близостта до гр. Кюстендил, вероятно в недалечно бъдеще селото ще стане нов градски квартал.

## Културни и природни забележителности
- Църква „Свети Иван Рилски“ (2008).

## Обществени институции
- Кметство Пиперков чифлик.

## Религии
Село Пиперков чифлик принадлежи в църковно-административно отношение към Софийска епархия, архиерейско наместничество Кюстендил. Населението изповядва източното православие.

## Редовни събития
- Общоселски събор и празник на селото: провежда се ежегодно на Томина неделя в двора на училището.